# Menacella
Menacella är ett släkte av koralldjur. Menacella ingår i familjen Plexauridae.
Kladogram enligt Catalogue of Life:
| Menacella | \| \| Menacella gracilis \| \| \| \| \| \| Menacella reticularis \| \| \| \| \| \| Menacella sladeni \| \| \| \| |
|           | \| \| Menacella gracilis \| \| \| \| \| \| Menacella reticularis \| \| \| \| \| \| Menacella sladeni \| \| \| \| |
|           | Menacella gracilis                                                                                               |
|           | |
|           | Menacella reticularis                                                                                            |
|           | |
|           | Menacella sladeni                                                                                                |
|           | |